# Fontem
Fontem – miasto w Kamerunie, w Regionie Południowo-Zachodnim. Liczy około 45,3 tys. mieszkańców.